# Heteromysis inflaticauda
Heteromysis inflaticauda is een aasgarnalensoort uit de familie van de Mysidae. De wetenschappelijke naam van de soort is voor het eerst geldig gepubliceerd in 1998 door Wang.